# Universiteit van Mauritius
De Universiteit van Mauritius (Frans: Université de Maurice, Engels: University of Mauritius, afgekort UOM) is een universiteit in Réduit, Mauritius, die Bachelor-, Master- en PhD-programma's aanbiedt. De universiteit werd opgericht in 1965 en is de oudste en grootste universiteit van Mauritius. Volgens de ranking van Webometrics is het de eerste universiteit van Mauritius en staat ze op plek 59 in Afrika en wereldwijd op plek 3714.

## Geschiedenis
Hoewel de Universiteit van Mauritius werd opgericht in 1965, begint de geschiedenis al in de jaren 30 van de negentiende eeuw, toen Adrien d’Epinay, een lokale slavenhouder, voorstelde om een universiteit op te richten. Rémy Ollier, leider van de kleurlingen, verwierp dit voorstel echter. In de jaren 60 en 70 van diezelfde eeuw probeerde Charles Bruce, voormalig hoogleraar aan het King's College in Londen, het opnieuw. Hij maakte plannen om een universiteit te stichten als onderdeel van de Londense universiteit. Ook dit leidde uiteindelijk nergens toe: het werd verworpen door de Onderwijsraad. Nog meer pogingen volgden, en uiteindelijk werd er in 1914 een school opgericht binnen het Departement voor Landbouw. In 1925 werd dit het College of Argiculture, na een opleving in de suikerindustrie. Bij de opening werd aangegeven dat het instituut wilde uitbreiden op het gebied van kunst, natuurwetenschappen, techniek en geneeskunde. In de jaren die volgen probeerde het bestuur deze expansie door te zetten, maar dat lukte niet omdat de Economische Commissie en het bestuur van het eiland dit niet zag zitten. Ze vonden de plannen onrealistisch, onwerkbaar en utopisch. Op 7 december 1965 werd dan toch een wet aangenomen die de oprichting van de Universiteit van Mauritius mogelijk maakte. De raad van bestuur had haar eerste vergadering al negen dagen later.
In het begin bestond de universiteit uit 3 schools, namelijk voor landbouw, bestuurskunde en industriële technologie. Tegenwoordig werkt de universiteit met een faculteitensysteem en zijn er vijf faculteiten.

## Visie en missie

### Visie
De Universiteit van Mauritius wil een internationale universiteit zijn die voorop loopt en die kennis uit verschillende continenten verbindt door middel van intellectuele creativiteit.

### Missie
De belangrijkste missie van de universiteit is het creëren en verspreiden van kennis voor de bevolking van Mauritius en de internationale gemeenschap.

## Faculteiten en centra
De universiteit heeft de volgende faculteiten en centra:
- Faculteit Landbouwwetenschappen
- Faculteit Techniek
- Faculteit Rechtsgeleerdheid en Management
- Faculteit Natuurwetenschappen
- Faculteit Sociale Wetenschappen en Geesteswetenschappen

- Centrum voor IT
- Centrum voor Innovatieve Onderwijstechnieken
- Centrum voor Professionele Ontwikkeling
- Centrum voor Consultancy en Contracten
- Lifelong Learning Cluster

## Studentenvereniging
Studenten die gaan studeren aan de Universiteit van Mauritius worden automatisch lid van de studentenvereniging, die wordt bestuurd door studenten. De vereniging heeft als functie het representeren van de studenten en het organiseren van sociale, culturele en onderwijsgerelateerde activiteiten voor studenten. Elke faculteit levert bestuursleden die verkozen worden door de studenten. De vereniging communiceert met haar leden voor middel van een website en een radiozender die op de campus ontvangen kan worden. De universiteit staat in contact met de studentenvereniging en betrekt waar mogelijk de vereniging ook bij de besluitvorming.